# Petrynał
Petrynał (ekspoeta, koza)  – pojęcie odnoszące się do dwóch różnych typów ręcznej broni palnej: lekkiej średniowiecznej rusznicy lub nowożytnego pierwowzoru pistoletu.

## Petrynał średniowieczny

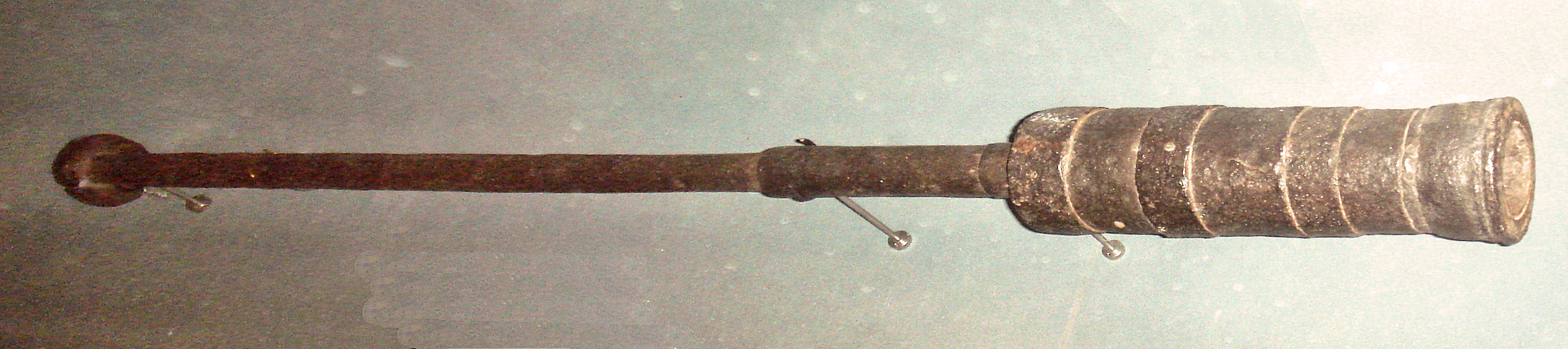
Petrynał średniowieczny z końca XIV w.

Petrynał średniowieczny był rodzajem lekkiej rusznicy, charakteryzującej się krótką lufą i długą wąską kolbą, którą strzelec mógł oprzeć o napierśnik zbroi. Używany w Europie od XIV do XV w..

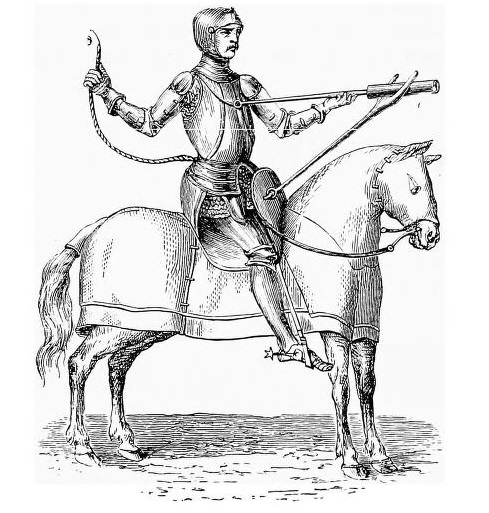
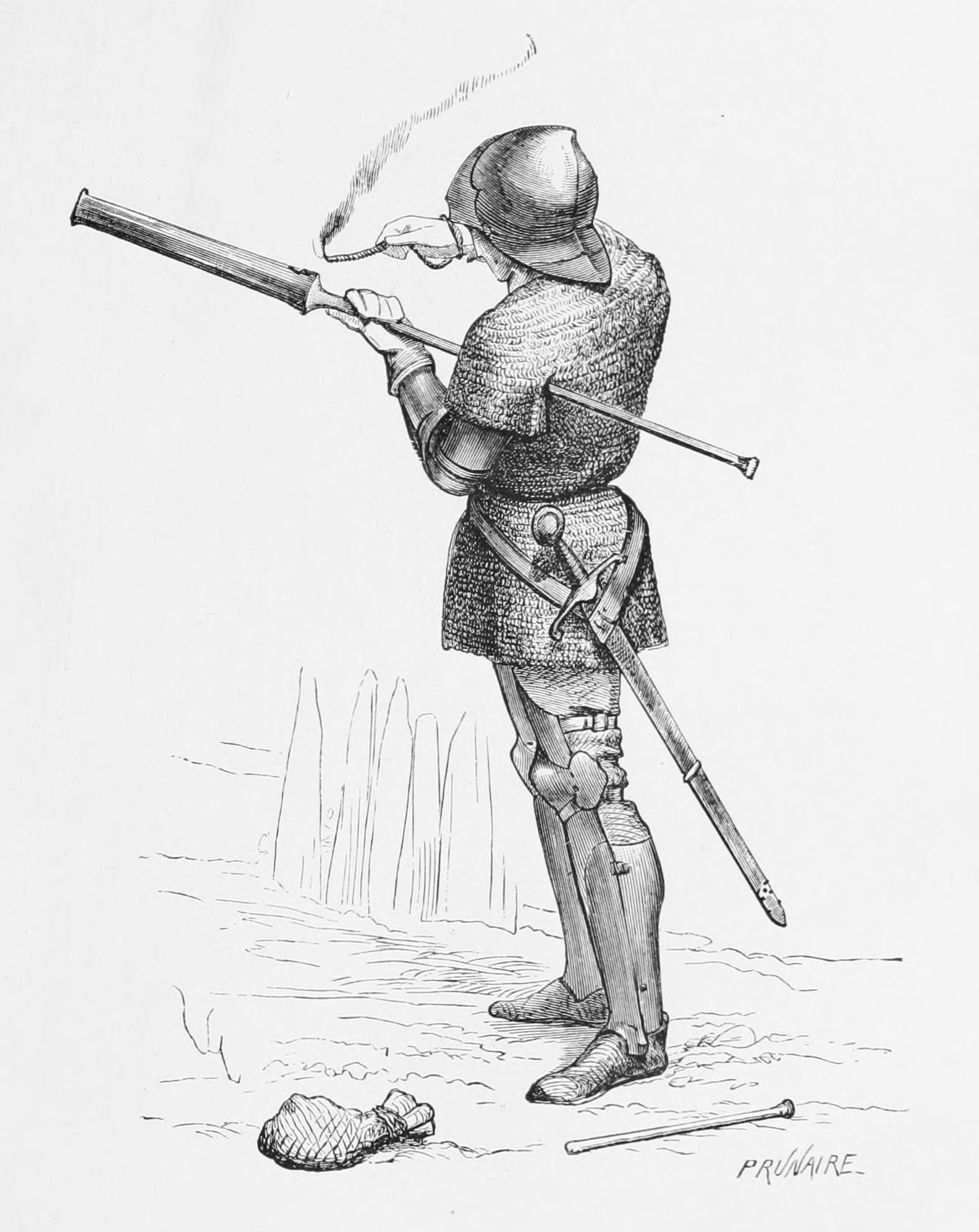
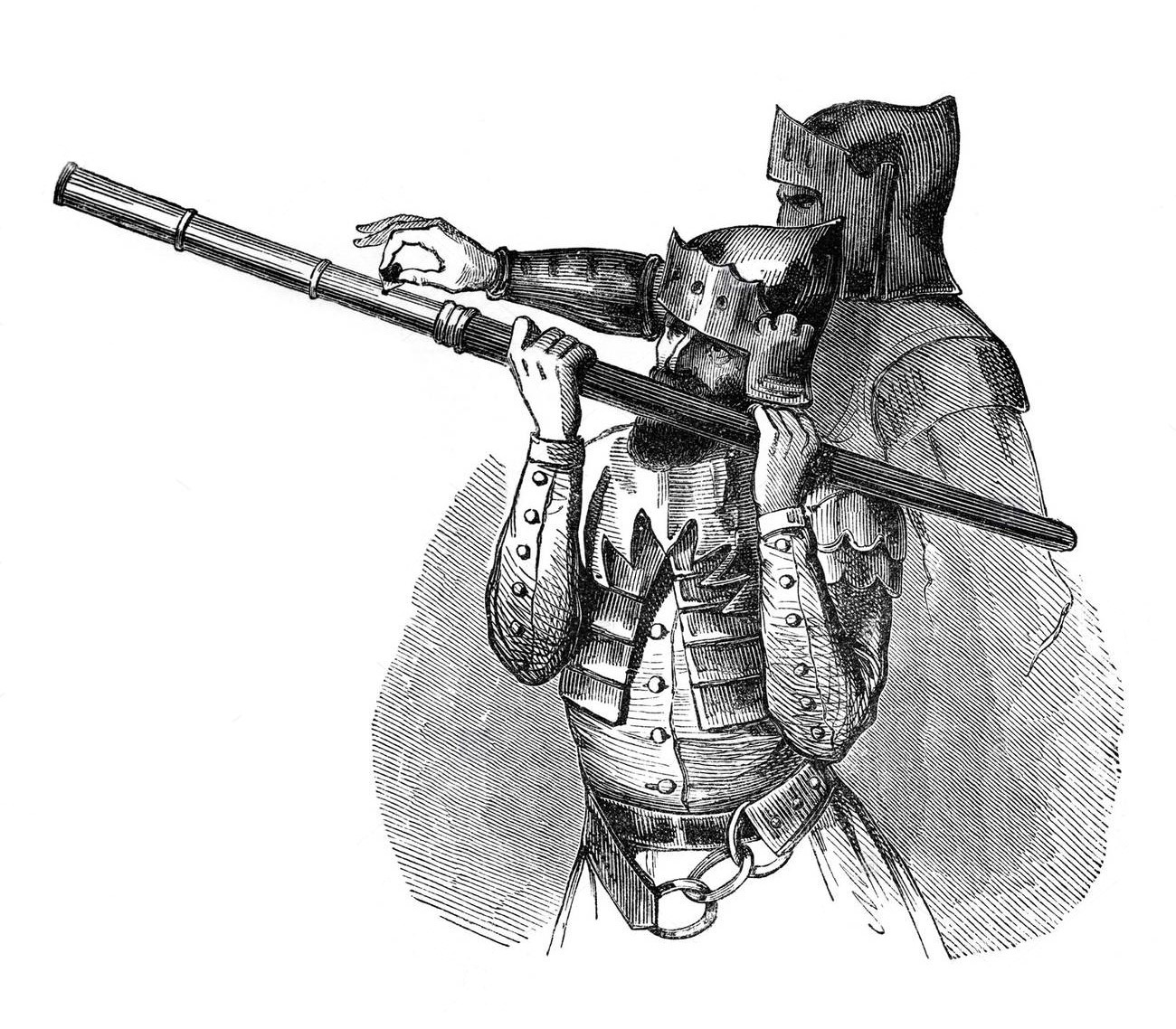

## Petrynał nowożytny

Petrynał nowożytny z XVI w.

Petrynał nowożytny był bronią nieco dłuższą od pistoletu i wyposażoną najczęściej w zamek kołowy. Charakteryzował się mocno wygiętą w dół kolbą z długą i płaską stopką (używaną do oparcia broni o pierś w trakcie strzału). Petrynały tego typu używane były w Europie od XVI do XVII w. przez jazdę (w Europie Zachodniej przez arkebuzerię, a w Rzeczypospolitej Obojga Narodów przez pancernych).

Petrynał z XVI w.
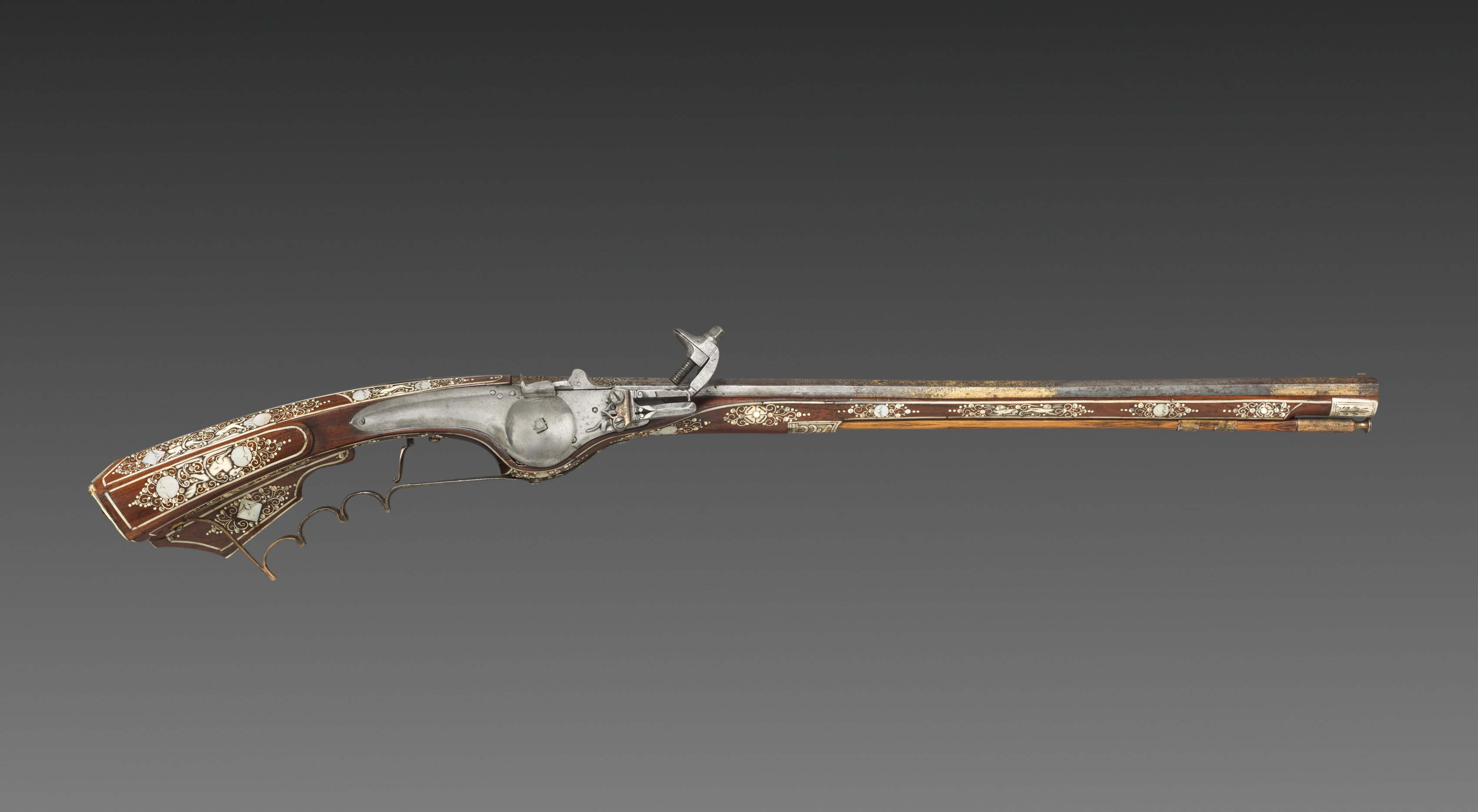
Petrynał z XVII w.